# Nagydobsza
Nagydobsza là một thị trấn thuộc hạt Baranya, Hungary. Thị trấn này có diện tích 13,23 km², dân số năm 2010 là 679 người, mật độ 51 người/km².